# Marcel Adam
Pour les articles homonymes, voir Adam (homonymie).
Marcel Adam est un auteur-compositeur-interprète français de la Moselle germanophone, originaire de Grosbliederstroff.
Il chante en francique rhénan (Platt), en allemand standard et en français. Interprétant parfois des « classiques »  de la chanson française et allemande dans sa langue natale.
Cet artiste se produit principalement en Moselle-Est, en Sarre, Rhénanie-Palatinat, et en Alsace (Alsace Bossue, festival Summerlied).

## Discographie

### Albums
- 1989 : Chansons & Lieder
- 1996 : Gonz Elähn
- 1998 : Grad' ze lääd
- 2001 : Lothringer - Lorrain de cœur
- 2003 : De Passage - Uff de Durchrääs
- 2006 : Starke Frauen
- 2009 : Hautnah
- 2011 : Halleluja
- 2014 : Merci